# Aneudy Lara
Aneudy Lara  (Baní, República Dominicana), es un músico, actor y modelo dominicano residente en la ciudad de Miami. Se dio a conocer por su participación en las telenovelas Más sabe el diablo y Una Maid en Manhattan de Telemundo.

## Historia
Aneudy Lara nació en la ciudad de Bani en República Dominicana. Su nombre “Aneudy” en honor a un famoso cantante de la época de los 80 quien formaba parte de la agrupación musical Conjunto Quisqueya. A los 14 años de edad llegó a los Estados Unidos y emprendió su camino en el arte. Inicio sus estudios Universitarios en el Instituto de Arte de Nueva Inglaterra de la ciudad de Boston.

## Trayectoria
En sus inicios musicales en Boston, formó parte de la agrupación de merengue Lokkera. En esta se destacó como coreógrafo y cantante. Aneudy continuó su carrera como productor y reportero de entretenimiento en el popular espacio “Pachanga Latina” que se transmitía por la cadena Univisión en el Noreste de los Estados Unidos, mientras compaginaba su trabajo como modelo participando en comerciales locales de la misma cadena televisiva. Una de las más importantes de habla hispana en Estados Unidos.
Más tarde se traslada a Miami tras ser elegido entre cientos de aspirantes para participar en el Reality Show “Mision Reportar” de la cadena Univisión, quedando entre los 4 finalistas. 
Recibió la beca Raúl Alarcon & Communications, la cual le permitió ampliar sus conocimientos estudiando cinematografía y producción digital. Posteriormente, esto le abrió las puertas para trabajar en la emblemática cadena norteamericana Fox y luego en Telemundo Networks.
Fue seleccionado participar en el primer taller de actores de la cadena Telemundo encabezado por la sobresaliente actriz mexicana y nominada al Golden Globe y al Oscar Adriana Barraza.
Tiempo después, comienza en el mundo de las telenovelas participando en la telenovela Más sabe el diablo de Telemundo. El éxito alcanzado por esta producción a nivel mundial le permitió ser conocido a nivel internacional, en multitud de países, como Puerto Rico, República Dominicana, Panamá, México, Canadá y Estados Unidos, entre otros. Interpretó un papel fundamental como Jerome Taylor, en la telenovela Una Maid en Manhattan también de la cadena Telemundo, logrando un paso firme hacia la consolidación de su carrera como actor.
Mientras realizaba estas importantes producciones, Aneudy también se desempeñaba como líder de la agrupación pop/tropical Local 34 con la cual recibió múltiples reconocimientos y realizó más de cinco exitosas giras de conciertos en los Estados Unidos.
También, apareció en campañas publicitarias de empresas como McDonald's, Bose, Puma, Ron Malibu, Rexona, cerveza Corona y Cognac Hennessy. Además de actuar en vídeos musicales de reconocidas personalidades dentro del panorama musical como Chino & Nacho y Ricky Martin.
En la actualidad, Aneudy prepara su primera producción discográfica como solista luego de la desaparición del grupo Local 34. Para la misma, se ha hecho acompañar de exitosos productores y trabaja para crear un estilo fresco, innovador y de mucha calidad.
Actualmente está trabajando para la telenovela Marido en alquiler de Telemundo.

## Filmografía

### Televisión
- Sed de venganza (2024) - Miguel[2]
- La mujer de mi vida (2024) - El Perro[3]
- Los 50 (2023) - Concursante[4]
- La suerte de Loli (2021) - Romeo
- Decisiones: unos ganan, otros pierden (2020) - Salvador
- 100 días para enamorarnos (2020) - Coach Jorge Álvarez
- Sangre de mi tierra (2017-2018) - Jordan Giménez
- ¿Quién es quién? (2016) - Prisionero
- Marido en alquiler (2013-2014) - Eduardo Fernández
- Una Maid en Manhattan (2012) - Jerome Taylor
- Más sabe el diablo (2009-2010) - Mocho